# محمدهادی برومند
محمدهادی برومند فرزند محمدحسن متولد ۱۳۱۷ بروجرد
نماینده دوره اول مجلس شورای اسلامی حوزه انتخابیه لرستان (بروجرد)
تعداد آراء : ۲۶٬۰۷۲درصد آراء : ۷۷٫۵۰